# Final de la Serie A de Ecuador 2021
La Final 2021 o Tercera etapa de la Serie A de Ecuador 2021 definió al campeón y subcampeón del torneo. El ganador de la Primera etapa se enfrentó al ganador de la Segunda etapa del campeonato en partidos de ida y vuelta. Los partidos se los disputaron el 5 de diciembre la ida y el 12 de diciembre la vuelta; participaron el Club Sport Emelec como ganador de la Primera etapa e Independiente del Valle como ganador de la Segunda etapa.
La Final la disputaron los dos equipos más regulares de toda la temporada, durante las dos etapas, eléctricos y rayados siempre estuvieron peleando los primeros lugares, cada etapa tuvo un protagonista diferente la primera fue para el bombillo y la segunda para los rayados del valle, en cada una el equipo que llegaba con la ventaja de depender de sí mismo la ganó. La regularidad de estos equipos también se demostró en la Tabla acumulada, el ballet azul terminó por encima del negriazul por un punto de diferencia, lo que le permitió al Club Sport Emelec terminar de local en el partido de vuelta.
Independiente del Valle logró coronarse por primera vez en su historia tras ganar la ida en Sangolquí por 3 - 1 y en el partido de vuelta en Guayaquil empatar 1 - 1 y llevarse el marcador global por 4 - 2.

## Antecedentes
Fue la primera ocasión en la que Independiente del Valle y Emelec se enfrentaron en una final que definió al monarca del año dentro del campeonato ecuatoriano de fútbol.
En la historia de los campeonatos nacionales fue la final número 22 que se jugó para definir al campeón de la temporada. Para Emelec esta fue la final número 10 disputada en la historia de la Serie A. En las 9 anteriores, el equipo azul ganó 4, las cuales sucedieron en los campeonatos de 1988, 2014, 2015 y 2017. El antecedente previo fue la de la campaña 2018, donde Liga Deportiva Universitaria derrotó a Emelec por 2-1 en el marcador global. También fue la tercera final que se definió en el estadio George Capwell, el trofeo de campeón nacional se volvió a levantar en el reducto eléctrico tras la edición 2014 donde Emelec derrotó a Barcelona en la definición de aquella temporada con un marcador global de 4-1. Mientras que para Independiente del Valle fue la primera final en su historia.

## Modo de disputa
La fase se disputó por eliminación directa a partidos de ida y vuelta, donde el ganador fue quien obtenga más puntos y goles a favor. De producirse empate, se procedió a la definición por tiros desde el punto penal sin prórroga previa, en esta instancia el gol de visitante no tuvo validez. El ganador se coronó campeón de la LigaPro Betcris 2021 y clasificó a la Fase de grupos de la Copa Libertadores 2022 como Ecuador 1, mientras que el subcampeón también clasificó a la fase grupal y fue Ecuador 2. Por parte de la LigaPro y con la autorización de la FEF, IFAB y FIFA se implementó para ambos partidos el árbitro asistente de video. En la previa al partido final, el Club Sport Emelec solicitó a la LigaPro que el manejo del VAR en ambas finales este a cargo de árbitros extranjeros. El 1 de diciembre se conoció la programación oficial del partido de ida con el cuencano, Luis Quiroz, como juez principal y con ello se confirmó la presencia de los árbitros mexicanos, Érick Yair Miranda y Christian Espinosa, como encargados del VAR. De igual manera la vuelta tuvo la presencia de árbitros de nacionalidad mexicana en el VAR. El 7 de diciembre se ratificó la designación del VAR a cargo de César Arturo Ramos y Óscar Macías, el árbitro central designado para el partido definitorio es el esmeraldeño, Augusto Aragón.

## Clubes clasificados
| Club Sport Emelec       |  |  |  | Ganador de la Primera etapa |
| Independiente del Valle |  |  |  | Ganador de la Segunda etapa |

## Camino a la Final

### Club Sport Emelec
La campaña de Emelec durante la Primera etapa fue destacada, una de las mejores en sus participaciones bajo esta modalidad de campeonato, fue el segundo equipo con la defensa menos batida después de Barcelona, vio su valla caer en 14 oportunidades, marcó 29 goles a favor, perdió un solo partido, ante 9 de Octubre, y fue el equipo con más victorias en la etapa, 10 veces ganó el cuadro eléctrico. En la segunda etapa fue el equipo que más goles marcó, fueron 30 en total durante las 15 fechas de la Fase 2, en el acumulado de la temporada también fue el equipo que más goles anotó, más partidos ganó y perdió cuatro encuentros siendo en ese rubro el club que menos caídas sufrió. El goleador del equipo en la primera etapa fue Facundo Barceló con 8 goles y en la segunda etapa fue Joao Rojas con 9 tantos. Los goleadores del año son Rojas y Barceló con 10 anotaciones cada uno. Al ser el mejor equipo en el acumulado, el partido de vuelta de la final lo disputó en condición de local.
| Etapa     | Posición | PTS | PJ | PG | PE | PP | GF | GC | DG  |
| --------- | -------- | --- | -- | -- | -- | -- | -- | -- | --- |
| Primera   | 1.°      | 34  | 15 | 10 | 4  | 1  | 29 | 14 | +15 |
| Segunda   | 2.°      | 30  | 15 | 9  | 3  | 3  | 30 | 15 | +15 |
| Acumulada | 1.°      | 64  | 30 | 19 | 7  | 4  | 59 | 29 | +30 |

### Independiente del Valle
Los números de Independiente del Valle en la Fase 1 fueron discretos, se ubicó en el 3.° lugar, durante la etapa tuvo altos y bajos donde terminó detrás de Barcelona y Emelec. En la segunda etapa recuperó protagonismo, con mayor efectividad en el juego fue el equipo que más partidos ganó (10), también fue el arco con menos goles recibidos junto con Técnico Universitario, nueve goles se encajaron en el arco rayado, estuvo invicto de local en la Fase 2. En la temporada en general de local solo perdió un partido, en la tabla acumulada terminó segundo por detrás de Emelec, se confirmó como el equipo con la segunda valla menos batida del año con 27 goles en contra y segundo más goleador con 56 goles. En la primera etapa el máximo anotador fue Lorenzo Faravelli con 5 dianas y en la segunda etapa fue Jonatan Bauman, quien a su vez fue el goleador del campeonato 2021, marcó 13 goles en la primera cuando jugaba para Mushuc Runa y 12 en la segunda con el equipo negriazul para un total de 25 conquistas.
| Etapa     | Posición | PTS | PJ | PG | PE | PP | GF | GC | DG  |
| --------- | -------- | --- | -- | -- | -- | -- | -- | -- | --- |
| Primera   | 3.°      | 27  | 15 | 8  | 3  | 4  | 27 | 18 | +9  |
| Segunda   | 1.°      | 34  | 15 | 10 | 4  | 1  | 29 | 9  | +20 |
| Acumulada | 2.°      | 61  | 30 | 18 | 7  | 5  | 56 | 27 | +29 |

## Partidos en la temporada
| Fecha           | Etapa   | Ciudad    | Resultado                            | Ref.          |
| --------------- | ------- | --------- | ------------------------------------ | ------------- |
| 30 de mayo      | Primera | Guayaquil | Emelec 0 : 0 Independiente del Valle | [ 32 ] [ 33 ] |
| 20 de noviembre | Segunda | Sangolquí | Independiente del Valle 3 : 2 Emelec | [ 34 ] [ 35 ] |

## Estadios
| Guayaquil                          | Sangolquí               |
| ---------------------------------- | ----------------------- |
| Estadio Banco del Pacífico-Capwell | Estadio Banco Guayaquil |
| Capacidad: 40 000                  | Capacidad: 12 000       |
|                                    |                         |

## Llave
|            | vs.                           |
| Emelec 2 1 | Independiente del Valle 4 3 1 |

## Partido
- Los horarios corresponden a la hora de Ecuador (UTC-5).

### Emelec - Independiente del Valle
| Ida; 5 de diciembre, 20:00 | Independiente del Valle              | 3:1 (1:0)                                         | Emelec                 | Estadio Banco Guayaquil, Sangolquí                                       |                                                                          |
| | Sornoza 22', 53' (pen.) · Bauman 74' | LigaPro Reporte Ecuagol Reporte Soccerway Reporte | Rodríguez 90+9' (pen.) | Asistencia: 4696 espectadores Árbitro(s): Luis Quiroz VAR: Érick Miranda | Asistencia: 4696 espectadores Árbitro(s): Luis Quiroz VAR: Érick Miranda |
| El partido estaba programado para las 19:00; sin embargo, se reprogramó para las 20:00 debido al estado del campo de juego como consecuencia de la fuerte lluvia. |                                      |                                                   |                        |                                                                          |                                                                          |

| Vuelta; 12 de diciembre, 19:00 | Emelec       | 1:1 (1:1) (Global 2:4)                            | Independiente del Valle | Estadio Banco del Pacífico-Capwell, Guayaquil |                                             |
| | Arroyo 45+8' | LigaPro Reporte Ecuagol Reporte Soccerway Reporte | Schunke 8'              | Árbitro(s): Augusto Aragón VAR: César Ramos   | Árbitro(s): Augusto Aragón VAR: César Ramos |
| El inicio del segundo tiempo estuvo demorado 45 minutos debido al estado del campo de juego como consecuencia de la fuerte lluvia. |              |                                                   |                         |                                               |                                             |

- Independiente del Valle ganó 4 - 2 en el marcador global.

#### Ida
| 1          | Guardameta     | Moisés Ramírez     |       |
| 14         | Defensa        | Mateo Carabajal    |       |
| 5          | Defensa        | Richard Schunke    |       |
| 2          | Defensa        | Luis Segovia       | 69'   |
| 6          | Centrocampista | Jhoanner Chávez    |       |
| 8          | Centrocampista | Lorenzo Faravelli  | 84'   |
| 16         | Centrocampista | Cristian Pellerano | 84'   |
| 28         | Centrocampista | José Hurtado       | 84'   |
| 11         | Centrocampista | Junior Sornoza     | 90+1' |
| 21         | Centrocampista | Nicolás Previtali  |       |
| 32         | Delantero      | Jonatan Bauman     |       |
| Entrenador | Entrenador     | Renato Paiva       |       |

| 12         | Guardameta     | Pedro Ortiz         |       |
| 24         | Defensa        | Bryan Carabalí      |       |
| 2          | Defensa        | Aníbal Leguizamón   |       |
| 3          | Defensa        | Luca Sosa           |       |
| 26         | Defensa        | Marlon Mejía        | 61'   |
| 14         | Defensa        | Romario Caicedo     |       |
| 10         | Centrocampista | Joao Rojas          | 45+1' |
| 8          | Centrocampista | Sebastián Rodríguez |       |
| 5          | Centrocampista | Dixon Arroyo        |       |
| 11         | Centrocampista | Alexis Zapata       | 90+4' |
| 9          | Delantero      | Alejandro Cabeza    |       |
| Entrenador | Entrenador     | Ismael Rescalvo     |       |

| 4  | Defensa        | Anthony Landázuri | 69'   |
| 13 | Centrocampista | Fernando Gaibor   | 84'   |
| 17 | Delantero      | Stiven Plaza      | 84'   |
| 23 | Centrocampista | Fernando Guerrero | 84'   |
| 19 | Centrocampista | Bryan García      | 90+1' |

| 31 | Delantero | Facundo Barceló   | 45+1' |
| 20 | Defensa   | Jackson Rodríguez | 61'   |
| 19 | Defensa   | Ángel Gracia      | 90+4' |

| Anotado         | 22' | Junior Sornoza | 1–0 |
| Anotado · Penal | 53' | Junior Sornoza | 2–0 |
| Anotado         | 74' | Jonatan Bauman | 3–0 |

| Anotado · Penal | 90+9' | Sebastián Rodríguez | 3–1 |

| Amonestado | 59'   | Luis Segovia      |
| Amonestado | 67'   | Lorenzo Faravelli |
| Amonestado | 90+7' | Richard Schunke   |

| Amonestado | 45' | Joao Rojas |

| Expulsado | 39' | Alejandro Cabeza |

| Árbitro               | Luis Quiroz         |
| Árbitros asistentes   | Dennys Guerrero     |
| Árbitros asistentes   | Edwin Bravo         |
| Cuarto árbitro        | Juan Carlos Andrade |
| Quinto árbitro        | Ricardo Valdiviezo  |
| Adicionales VAR       | Érick Miranda       |
| Adicionales VAR       | Christian Espinosa  |
| Observador VAR        | Luis Vera           |
| Asesor de árbitros    | Fernando Tamayo     |
| Comisario de juego    | Rómulo Mayancela    |
| Delegado de seguridad | Juan Carlos Pico    |
| Oficial de dopaje     | Felipe Jaramillo    |
| Oficial de patrocinio | Lorena Ávila        |

| 1          | Guardameta     | Moisés Ramírez     |       |
| 14         | Defensa        | Mateo Carabajal    |       |
| 5          | Defensa        | Richard Schunke    |       |
| 2          | Defensa        | Luis Segovia       | 69'   |
| 6          | Centrocampista | Jhoanner Chávez    |       |
| 8          | Centrocampista | Lorenzo Faravelli  | 84'   |
| 16         | Centrocampista | Cristian Pellerano | 84'   |
| 28         | Centrocampista | José Hurtado       | 84'   |
| 11         | Centrocampista | Junior Sornoza     | 90+1' |
| 21         | Centrocampista | Nicolás Previtali  |       |
| 32         | Delantero      | Jonatan Bauman     |       |
| Entrenador | Entrenador     | Renato Paiva       |       |

| 12         | Guardameta     | Pedro Ortiz         |       |
| 24         | Defensa        | Bryan Carabalí      |       |
| 2          | Defensa        | Aníbal Leguizamón   |       |
| 3          | Defensa        | Luca Sosa           |       |
| 26         | Defensa        | Marlon Mejía        | 61'   |
| 14         | Defensa        | Romario Caicedo     |       |
| 10         | Centrocampista | Joao Rojas          | 45+1' |
| 8          | Centrocampista | Sebastián Rodríguez |       |
| 5          | Centrocampista | Dixon Arroyo        |       |
| 11         | Centrocampista | Alexis Zapata       | 90+4' |
| 9          | Delantero      | Alejandro Cabeza    |       |
| Entrenador | Entrenador     | Ismael Rescalvo     |       |

| 4  | Defensa        | Anthony Landázuri | 69'   |
| 13 | Centrocampista | Fernando Gaibor   | 84'   |
| 17 | Delantero      | Stiven Plaza      | 84'   |
| 23 | Centrocampista | Fernando Guerrero | 84'   |
| 19 | Centrocampista | Bryan García      | 90+1' |

| 31 | Delantero | Facundo Barceló   | 45+1' |
| 20 | Defensa   | Jackson Rodríguez | 61'   |
| 19 | Defensa   | Ángel Gracia      | 90+4' |

| Anotado         | 22' | Junior Sornoza | 1–0 |
| Anotado · Penal | 53' | Junior Sornoza | 2–0 |
| Anotado         | 74' | Jonatan Bauman | 3–0 |

| Anotado · Penal | 90+9' | Sebastián Rodríguez | 3–1 |

| Amonestado | 59'   | Luis Segovia      |
| Amonestado | 67'   | Lorenzo Faravelli |
| Amonestado | 90+7' | Richard Schunke   |

| Amonestado | 45' | Joao Rojas |

| Expulsado | 39' | Alejandro Cabeza |

| Árbitro               | Luis Quiroz         |
| Árbitros asistentes   | Dennys Guerrero     |
| Árbitros asistentes   | Edwin Bravo         |
| Cuarto árbitro        | Juan Carlos Andrade |
| Quinto árbitro        | Ricardo Valdiviezo  |
| Adicionales VAR       | Érick Miranda       |
| Adicionales VAR       | Christian Espinosa  |
| Observador VAR        | Luis Vera           |
| Asesor de árbitros    | Fernando Tamayo     |
| Comisario de juego    | Rómulo Mayancela    |
| Delegado de seguridad | Juan Carlos Pico    |
| Oficial de dopaje     | Felipe Jaramillo    |
| Oficial de patrocinio | Lorena Ávila        |

| \| Estadísticas \| Independiente del Valle \| Emelec \| \| ---------------------- \| ----------------------- \| ------ \| \| Tiros \| 17 \| 7 \| \| Tiros al arco \| 7 \| 3 \| \| Faltas \| 11 \| 9 \| \| Penales \| 1 \| 1 \| \| Tiros de esquina \| 6 \| 4 \| \| Fueras de juego \| 0 \| 5 \| \| Tarjetas amarillas \| 3 \| 1 \| \| Tarjetas rojas \| 0 \| 1 \| \| Posesión \| 67% \| 33% \| \| Pases \| 340 \| 164 \| \| Precisión de los pases \| 80% \| 61% \| | Alineación inicial      |        |
| Estadísticas | Independiente del Valle | Emelec |
| Tiros | 17                      | 7      |
| Tiros al arco | 7                       | 3      |
| Faltas | 11                      | 9      |
| Penales | 1                       | 1      |
| Tiros de esquina | 6                       | 4      |
| Fueras de juego | 0                       | 5      |
| Tarjetas amarillas | 3                       | 1      |
| Tarjetas rojas | 0                       | 1      |
| Posesión | 67%                     | 33%    |
| Pases | 340                     | 164    |
| Precisión de los pases | 80%                     | 61%    |

#### Vuelta
| 12         | Guardameta     | Pedro Ortiz         |     |
| 19         | Defensa        | Ángel Gracia        | 89' |
| 2          | Defensa        | Aníbal Leguizamón   |     |
| 3          | Defensa        | Luca Sosa           |     |
| 14         | Defensa        | Romario Caicedo     |     |
| 5          | Centrocampista | Dixon Arroyo        |     |
| 8          | Centrocampista | Sebastián Rodríguez |     |
| 10         | Centrocampista | Joao Rojas          | 74' |
| 21         | Centrocampista | José Cevallos       |     |
| 24         | Centrocampista | Bryan Carabalí      |     |
| 31         | Delantero      | Facundo Barceló     |     |
| Entrenador | Entrenador     | Ismael Rescalvo     |     |

| 1          | Guardameta     | Moisés Ramírez     |     |
| 14         | Defensa        | Mateo Carabajal    |     |
| 5          | Defensa        | Richard Schunke    |     |
| 2          | Defensa        | Luis Segovia       |     |
| 6          | Centrocampista | Jhoanner Chávez    | 56' |
| 8          | Centrocampista | Lorenzo Faravelli  |     |
| 16         | Centrocampista | Cristian Pellerano |     |
| 28         | Centrocampista | José Hurtado       | 68' |
| 11         | Centrocampista | Junior Sornoza     | 90' |
| 21         | Centrocampista | Nicolás Previtali  |     |
| 32         | Delantero      | Jonatan Bauman     | 89' |
| Entrenador | Entrenador     | Renato Paiva       |     |

| 26 | Defensa        | Marlon Mejía      | 74' |
| 33 | Centrocampista | Jefferson Vernaza | 89' |

| 4  | Defensa        | Anthony Landázuri | 56' |
| 19 | Centrocampista | Bryan García      | 68' |
| 17 | Delantero      | Stiven Plaza      | 89' |
| 18 | Centrocampista | Mateo Ortiz       | 90' |

| Anotado | 45+8' | Dixon Arroyo | 1–1 |

| Anotado | 8' | Richard Schunke | 0–1 |

| Amonestado | 20' | Romario Caicedo     |
| Amonestado | 61' | Sebastián Rodríguez |
| Amonestado | 64' | Dixon Arroyo        |

| Amonestado | 20' | Jhoanner Chávez   |
| Amonestado | 42' | Luis Segovia      |
| Amonestado | 68' | Anthony Landázuri |
| Amonestado | 84' | Lorenzo Faravelli |

| Árbitro                | Augusto Aragón       |
| Árbitros asistentes    | Christian Lescano    |
| Árbitros asistentes    | Edison Vásquez       |
| Cuarto árbitro         | Franklin Congo       |
| Quinto árbitro         | Luis González        |
| Adicionales VAR        | César Ramos          |
| Adicionales VAR        | Óscar Macías         |
| Observador VAR         | José Luis Espinel    |
| Asesor de árbitros     | Ramón Romero         |
| Comisario de juego     | Elton García         |
| Delegado de seguridad  | Valentín Ronquillo   |
| Delegado de control    | Santos Suárez-Avilés |
| Oficial de dopaje      | Luis Sevilla         |
| Oficial de patrocinio  | Francisco Arce       |
| Coordinador de partido | Ángel Ruiz           |

| 12         | Guardameta     | Pedro Ortiz         |     |
| 19         | Defensa        | Ángel Gracia        | 89' |
| 2          | Defensa        | Aníbal Leguizamón   |     |
| 3          | Defensa        | Luca Sosa           |     |
| 14         | Defensa        | Romario Caicedo     |     |
| 5          | Centrocampista | Dixon Arroyo        |     |
| 8          | Centrocampista | Sebastián Rodríguez |     |
| 10         | Centrocampista | Joao Rojas          | 74' |
| 21         | Centrocampista | José Cevallos       |     |
| 24         | Centrocampista | Bryan Carabalí      |     |
| 31         | Delantero      | Facundo Barceló     |     |
| Entrenador | Entrenador     | Ismael Rescalvo     |     |

| 1          | Guardameta     | Moisés Ramírez     |     |
| 14         | Defensa        | Mateo Carabajal    |     |
| 5          | Defensa        | Richard Schunke    |     |
| 2          | Defensa        | Luis Segovia       |     |
| 6          | Centrocampista | Jhoanner Chávez    | 56' |
| 8          | Centrocampista | Lorenzo Faravelli  |     |
| 16         | Centrocampista | Cristian Pellerano |     |
| 28         | Centrocampista | José Hurtado       | 68' |
| 11         | Centrocampista | Junior Sornoza     | 90' |
| 21         | Centrocampista | Nicolás Previtali  |     |
| 32         | Delantero      | Jonatan Bauman     | 89' |
| Entrenador | Entrenador     | Renato Paiva       |     |

| 26 | Defensa        | Marlon Mejía      | 74' |
| 33 | Centrocampista | Jefferson Vernaza | 89' |

| 4  | Defensa        | Anthony Landázuri | 56' |
| 19 | Centrocampista | Bryan García      | 68' |
| 17 | Delantero      | Stiven Plaza      | 89' |
| 18 | Centrocampista | Mateo Ortiz       | 90' |

| Anotado | 45+8' | Dixon Arroyo | 1–1 |

| Anotado | 8' | Richard Schunke | 0–1 |

| Amonestado | 20' | Romario Caicedo     |
| Amonestado | 61' | Sebastián Rodríguez |
| Amonestado | 64' | Dixon Arroyo        |

| Amonestado | 20' | Jhoanner Chávez   |
| Amonestado | 42' | Luis Segovia      |
| Amonestado | 68' | Anthony Landázuri |
| Amonestado | 84' | Lorenzo Faravelli |

| Árbitro                | Augusto Aragón       |
| Árbitros asistentes    | Christian Lescano    |
| Árbitros asistentes    | Edison Vásquez       |
| Cuarto árbitro         | Franklin Congo       |
| Quinto árbitro         | Luis González        |
| Adicionales VAR        | César Ramos          |
| Adicionales VAR        | Óscar Macías         |
| Observador VAR         | José Luis Espinel    |
| Asesor de árbitros     | Ramón Romero         |
| Comisario de juego     | Elton García         |
| Delegado de seguridad  | Valentín Ronquillo   |
| Delegado de control    | Santos Suárez-Avilés |
| Oficial de dopaje      | Luis Sevilla         |
| Oficial de patrocinio  | Francisco Arce       |
| Coordinador de partido | Ángel Ruiz           |

| \| Estadísticas \| Emelec \| Independiente del Valle \| \| ---------------------- \| ------ \| ----------------------- \| \| Tiros \| 20 \| 13 \| \| Tiros al arco \| 7 \| 4 \| \| Faltas \| 13 \| 20 \| \| Penales \| 1 \| 0 \| \| Tiros de esquina \| 9 \| 2 \| \| Fueras de juego \| 10 \| 0 \| \| Tarjetas amarillas \| 3 \| 4 \| \| Tarjetas rojas \| 0 \| 0 \| \| Posesión \| 54% \| 46% \| \| Pases \| 230 \| 227 \| \| Precisión de los pases \| 47% \| 47% \| | Alineación inicial |                         |
| Estadísticas | Emelec             | Independiente del Valle |
| Tiros | 20                 | 13                      |
| Tiros al arco | 7                  | 4                       |
| Faltas | 13                 | 20                      |
| Penales | 1                  | 0                       |
| Tiros de esquina | 9                  | 2                       |
| Fueras de juego | 10                 | 0                       |
| Tarjetas amarillas | 3                  | 4                       |
| Tarjetas rojas | 0                  | 0                       |
| Posesión | 54%                | 46%                     |
| Pases | 230                | 227                     |
| Precisión de los pases | 47%                | 47%                     |

|                                             |
|                                             |
| Campeón Independiente del Valle 1.er título |